# Die Wochenshow
Die Wochenshow war eine Sketchshow auf Sat.1, die ursprünglich vom 20. April 1996 bis zum 25. Mai 2002 mit insgesamt 228 Folgen ausgestrahlt wurde. Seither gab es diverse Wiederholungen ausgewählter Folgen. Neben dem aktuellen Tagesgeschehen wurden vor allem Fehltritte von Prominenten aufs Korn genommen, außerdem präsentierten die Komiker Sketche und Parodien auf diverse Fernseh- und Werbesendungen. Am 12. April 2004 strahlte Sat.1 die Sonderausgabe Die Wochenshow - 20 Jahre Sat.1 aus. Von Mai bis Juli 2011 strahlte Sat.1 acht neue Folgen mit überwiegend neuer Besetzung um den Anchorman Ingolf Lück aus.

## Geschichte der Show
Die Sendung erschien erstmals am 20. April 1996. Unter dem Motto „Die witzigsten Nachrichten der Welt“ präsentierte Anchorman Ingolf Lück von seinem Nachrichtenstudio aus das Tagesgeschehen, dabei wurden echte Fernsehaufnahmen mit inszenierten Sketchszenen verbunden und ergaben so einen neuen Zusammenhang. Auch wurden Parodien, Sketche und lustige TV-Momente gezeigt. Kultstatus erreichten im weiteren Verlauf auch Rubriken wie Brisko Schneiders Sex TV, Rickys Pop-Sofa, Frührentner Herbert Görgens, Was der Großvater noch wusste oder Der Erklärbär.
Zunächst wurde die Show unregelmäßig am Samstag zu unterschiedlichen Uhrzeiten ausgestrahlt (oft wurde sie im Anschluss an die Sat.1-Sportsendung ran gezeigt oder sie diente am späten Samstagabend auch als Überbrückung vom Spielfilm zur Harald Schmidt Show, die damals noch fünfmal pro Woche ausgestrahlt wurde). Erst im Herbst 1996 bekam die Wochenshow einen festen Sendeplatz im Sat.1-Programm und wurde von da an bis 2002 immer samstags gegen 22:15 Uhr im Anschluss an den Spielfilm gesendet. Zudem wurden die Folgen ab dem 13. Dezember 1997 (Folge 56) von 30 auf 60 Minuten verlängert. Die Show avancierte ab da zu einem großen Erfolg beim Fernsehpublikum und verzeichnete wöchentlich bis zu 6 Mio. Zuschauer.
Das ursprüngliche Team bestand aus Ingolf Lück, Anke Engelke, Marco Rima und Karen Friesicke. In den weiteren Sendungen gab es personelle Veränderungen, so kam im September 1996 Bastian Pastewka anstelle von Friesicke zum Team. Im März 1999 gab Marco Rima seinen Ausstieg aus der Wochenshow bekannt, für ihn rückte Markus Maria Profitlich nach. Nach einer Live-Tournee des Wochenshow-Ensembles, die nicht den gewünschten Erfolg gebracht hatte (wegen geringer Nachfrage wurde die Tournee von den ursprünglich geplanten dreizehn auf acht Shows reduziert), verließ Anke Engelke die Show im Juni 2000 und wurde durch Annette Frier ersetzt. Nachdem auch Bastian Pastewka und Markus Maria Profitlich die Wochenshow im Juni 2001 verlassen hatten, wurde die Show zum Start der nächsten Staffel im September 2001 umstrukturiert. Das Studio hatte nun einen Globus als Eingang (wie einst bei Rudi Carrell) und eine Showtreppe. Auch der Slogan „Die witzigsten Nachrichten der Welt“ wurde nicht mehr genannt. Bis auf Ingolf Lück und Annette Frier wurden neue, zum Teil noch unbekannte Darsteller engagiert. Dadurch wurden viele beliebte Bestandteile wie der Erklärbär oder Sex TV gestrichen. Da der gewünschte Erfolg ausblieb und die Zuschauerzahlen merklich zurückgingen, wurde die Sendung regulär am 25. Mai 2002 letztmals ausgestrahlt.
Am 12. April 2004 fand anlässlich des 20. Geburtstags von Sat.1 ein einmaliges Comeback der Show statt. Bis auf Karen Friesicke, Christiane Brammer, Nadja Maleh und Gerhard Gschwind spielten in dieser Show alle Darsteller aus den alten Wochenshow-Folgen zwischen 1996 und 2002 mit.
2007 kam es zu einem Comeback der Rubrik Der Erklärbär in der Comedy-Sendung Mensch Markus. Alles ist unverändert, nur der Freund hieß nicht mehr Jürgen, sondern Nele. Einige Sketche wurden auch außerhalb des Studios gedreht. Ein weiteres Revival des Erklärbären fand 2011 in der Serie Pastewka statt, hier wieder mit Bastian Pastewka in der Rolle des Jürgen.
Zwischen Juni 2008 und Januar 2010 wiederholte Sat.1 erneut ausgewählte Folgen der Show jeweils am Samstag oder Sonntag kurz vor Mitternacht.
Sat.1 kündigte im Januar 2011 an, dass eine Wiederbelebung der Wochenshow mit dem ehemaligen Produktionsunternehmen Brainpool geplant und schon vorangeschritten sei. Die Premiere der neuen Ausgabe war am 20. Mai 2011 um 22:15 Uhr. Ingolf Lück hatte wieder die Rolle des „Anchorman“ inne, zu den neuen Darstellern zählten Axel Stein, Matze Knop, Carolin Kebekus, Dave Davis, Friederike Kempter und Matthias Matschke. Aufgrund überwiegend schlechter Kritiken und geringen Zuschauerinteresses wurden jedoch nur acht Folgen ausgestrahlt.

## Studios
Die Wochenshow wurde in verschiedenen Aufnahmestudios in Köln aufgenommen. Sie begann im April 1996 in einer zu einem Fernsehstudio umfunktionierten, ehemaligen Montagehalle im Industriegebiet Köln-Ossendorf, bevor sie ab dem 15. August 1998 aus dem Capitol am Hohenzollernring 79–81 gesendet wurde, in dem zuvor die Aufzeichnungen der Harald Schmidt Show stattfanden. Die Wochenshow blieb dort bis Dezember 2000 und wechselte danach in die Schanzenstraße (Studio 449; Köln-Mülheim), wo die Show bis zur letzten Folge am 25. Mai 2002 drehte (das Capitol bezog unterdessen Stefan Raab mit seiner Sendung TV Total.) Eine einmalige Wiederbelebung der Show fand im Mai 2011 im Residenz-Theater am Kaiser-Wilhelm-Ring 32 statt.

## Bekannte Sketche oder Reihen
| Rubrik | Jahrgang       | Originalformat                                                                           | Darsteller |
| --- | -------------- | ---------------------------------------------------------------------------------------- | --- |
| 24 Sekunden | 1996–1997      | 24 Stunden                                                                               | Bastian Pastewka mit wechselnder Besetzung |
| 1000 Meisterwitze | 2000–2001      | 1000 Meisterwerke                                                                        | Wechselnde Besetzung, meist mit Bastian Pastewka als Off-Stimme |
| Ach du Scheiße TV |                |                                                                                          | |
| Al Shakeera Sport News | 2011           | Al Jazeera                                                                               | Matze Knop als Lothar Matthäus und andere Prominente aus dem Bereich Sport |
| Ähm TV Lushi | 2001           | MTV Sushi                                                                                | Ingolf Lück als Stefan Kretzschmar |
| Stand Up News | 2011           |                                                                                          | Stand-Up mit Carolin Kebekus zum aktuellen Tagesgeschehen |
| Filmklassiker auf Schwäbisch | 2011           |                                                                                          | Von Dominik Kuhn schwäbisch synchronisierte Filmklassiker |
| Ahndungsfakten | 2000–2001      | Fahndungsakten                                                                           | Ingolf Lück als Michel Weber |
| Ahndungsfakten | 2000–2001      | Fahndungsakten                                                                           | Markus M. Profitlich als Hauptkommissar Uwe Lohmann von der Kripo Bonn |
| Akte XXL | 1998           | Akte X – Die unheimlichen Fälle des FBI                                                  | Anke Engelke als Halli Gally (Dana Scully) |
| Akte XXL | 1998           | Akte X – Die unheimlichen Fälle des FBI                                                  | Ingolf Lück als Fix Möller (Fox Mulder) |
| Akte XXL | 1998           | Akte X – Die unheimlichen Fälle des FBI                                                  | Bastian Pastewka in diversen Rollen |
| Aktenzeichen XY… eingedöst | 1997           | Aktenzeichen XY… ungelöst                                                                | Ingolf Lück als Eduard Zimmermann |
| Aktenzeichen XY… eingedöst | 1997           | Aktenzeichen XY… ungelöst                                                                | Marco Rima als Herr Robert Jelinski (Opfer) und Konrad Tönz (Konrad Toenz) |
| Aktenzeichen XY… eingedöst | 1997           | Aktenzeichen XY… ungelöst                                                                | Bastian Pastewka als Kriminaloberkommissar Löttermann, Peter Niedetzky (Peter Nidetzky) und Akmü Külürü (Täter)                                                                                 |
| Aktenzeichen XY… eingedöst | 1997           | Aktenzeichen XY… ungelöst                                                                | Anke Engelke als Frau Jelinski (Opfer) und „Papis kleine Prinzessin“ (Sabine Zimmermann) |
| Aldi Wartmanns kleine Fußballschule (später Aldi Wartmanns kleine Sportschule)                                                                                        | 1998–1999      |                                                                                          | Ingolf Lück als Aldi Wartmann (Waldemar Hartmann) mit wechselnder Besetzung |
| Angela Merkel | 2000–2001      |                                                                                          | Annette Frier als Angela Merkel |
| Asterix & Obelix | 2000–2001      | Asterix                                                                                  | Ingolf Lück als Asterix |
| Asterix & Obelix | 2000–2001      | Asterix                                                                                  | Markus Maria Profitlich als Obelix |
| Asterix & Obelix | 2000–2001      | Asterix                                                                                  | Bastian Pastewka als Troubadix |
| Asterix & Obelix | 2000–2001      | Asterix                                                                                  | Annette Frier als Falbala |
| Auto, Motor, Automotor | 1999–2000      | auto motor und sport tv                                                                  | Ingolf Lück mit wechselnden Gästen |
| Baby Markus | 1999–2000      |                                                                                          | Markus M. Profitlich als Baby Markus |
| Bio unterwegs | 2001–2002      | Boulevard Bio                                                                            | Michael Kessler als Alfred Biolek |
| Bonnanza (Anspielung auf Bonanza) später: Berlin Mitte 90210 (Anspielung auf Beverly Hills, 90210)                                                                    | 1996–2002 2011 | Bonn direkt, Berlin direkt                                                               | Zusammenschnitt von Videos von Politikern im Bundestag zu einer Geschichte und neu synchronisiert. Als Vorspannmusik wird die Titelmelodie der US-amerikanischen Fernsehserie Dallas verwendet. |
| Captain Chemnitz | 1999–2000      |                                                                                          | Markus M. Profitlich als Captain Chemnitz |
| Captain Chemnitz | 1999–2000      | Bastian Pastewka in verschiedenen Rollen                                                 | |
| Clemens Freis Bastelstunde | 1996–1997      |                                                                                          | Bastian Pastewka |
| Christiane Sabinsen | 2000–2001      | Sabine Christiansen                                                                      | Annette Frier als Christiane Sabinsen (Sabine Christiansen) |
| Das Quiz | 2001–2002      |                                                                                          | Michael Kessler |
| Der Erklärbär | 2000–2001      |                                                                                          | Markus M. Profitlich als Erklärbär |
| Der Erklärbär | 2000–2001      | Bastian Pastewka als Jürgen                                                              | |
| Der neue Focus – Gerade noch hier, morgen schon fort | 2000           | Werbespot von Ford                                                                       | Markus M. Profitlich |
| Der neue Focus – Gerade noch hier, morgen schon fort | 2000           | Werbespot von Ford                                                                       | Ingolf Lück |
| Der Schweigemönch | 1997–1998      |                                                                                          | Marco Rima als Schweigemönch Bruder Antonius aus dem Kloster Trier, der sein Schweigegelübde immer wieder versehentlich durch ein Missgeschick bricht.                                          |
| Der Schweigemönch | 1997–1998      | Ingolf Lück im Studio                                                                    | |
| Der versiebte Sinn | 1997–1998      | Der 7. Sinn                                                                              | Wechselnde Besetzung, meist mit Marco Rima |
| Die Adolfs | 2001–2002      |                                                                                          | Ingolf Lück |
| Die Adolfs | 2001–2002      | Michael Kessler                                                                          | |
| Die Adolfs | 2001–2002      | Bürger Lars Dietrich                                                                     | |
| Die grünen Freunde | 1996           |                                                                                          | Ingolf Lück |
| Die grünen Freunde | 1996           | Anke Engelke                                                                             | |
| Die grünen Freunde | 1996           | Marco Rima                                                                               | |
| Die grünen Freunde | 1996           | Karen Friesicke                                                                          | |
| Die Kasels | 2001–2002      |                                                                                          | Michael Kessler als Schalke-Fan Klaus Kasel |
| Die Kasels | 2001–2002      | Annette Frier als Gerda Kasel                                                            | |
| Die Klitschkos | 1999–2000      |                                                                                          | Ingolf Lück als Vitali Klitschko |
| Die Klitschkos | 1999–2000      | Bastian Pastewka als Wladimir Klitschko                                                  | |
| Die lästigen Musikanten | 2001–2002      | Musikantenstadl bzw. Lustige Musikanten                                                  | Ingolf Lück als Michael Hartl |
| Die lästigen Musikanten | 2001–2002      | Musikantenstadl bzw. Lustige Musikanten                                                  | Annette Frier als Marianne Hartl |
| Die Leinewebers | 2001–2002      |                                                                                          | Ingolf Lück als Rolf Leineweber |
| Die Leinewebers | 2001–2002      | Annette Frier als Renate Leineweber                                                      | |
| Die Pathologen | 2000–2001      |                                                                                          | Bastian Pastewka |
| Die Pathologen | 2000–2001      | Markus M. Profitlich                                                                     | |
| Drei Ecken Ein Elfer | 1999–2000      | Fußballmagazine                                                                          | Markus M. Profitlich als Karl Mundt (Anspielung auf Reiner Calmund) mit wechselnden Gästen |
| Efan Steffenberg |                | Stefan Effenberg                                                                         | Ingolf Lück als Efan Steffenberg |
| Erstes Deutsches Kreuz | 1999           | Tagesschau-Parodie im Krankenhaus mit Anspielung auf Das Erste und Deutsches Rotes Kreuz | Ingolf Lück als Arzt |
| Erstes Deutsches Kreuz | 1999           | Tagesschau-Parodie im Krankenhaus mit Anspielung auf Das Erste und Deutsches Rotes Kreuz | Markus Maria Profitlich als Kassenpatient |
| Eveningstar | 2000           | Sat.1 Morningstar                                                                        | Ingolf Lück mit wechselnden Gästen |
| Extralala – Das Magazin | 1997–1998      | Extra - Das RTL-Magazin                                                                  | Anke Engelke als Brigitte Heubacke (Birgit Schrowange) und wechselnde Besetzung |
| Familie Riverdance | 2001           | Riverdance                                                                               | Ingolf Lück als Vater Riverdance |
| Familie Riverdance | 2001           | Riverdance                                                                               | Annette Frier als Mutter Riverdance |
| Familie Riverdance | 2001           | Riverdance                                                                               | Bastian Pastewka als „Sohnemann“ Riverdance |
| Familie Riverdance | 2001           | Riverdance                                                                               | Markus M. Profitlich als Nachbar |
| Fitness TV | 2001–2002      |                                                                                          | Nadja Maleh |
| Fitness TV | 2001–2002      | Bürger Lars Dietrich                                                                     | |
| Flirten mit Linda | 1997           | Traumhochzeit                                                                            | Anke Engelke als Linda de Mol mit wechselnder Besetzung |
| GAGA | 1999–2000      | NBC GIGA                                                                                 | Anke Engelke als Manuela |
| GAGA | 1999–2000      | NBC GIGA                                                                                 | Ingolf Lück als Porn X |
| GAGA | 1999–2000      | NBC GIGA                                                                                 | Bastian Pastewka als Frank |
| GAGA | 1999–2000      | NBC GIGA                                                                                 | Markus M. Profitlich als @gar |
| Gedichte mit Hennes Moerike | 1996–1999      |                                                                                          | Bastian Pastewka |
| Geh ran | 2000–2002      | Parodie auf Dolly Buster                                                                 | Annette Frier als Dana Rama, mit wechselnden Gästen |
| Geständnisse – Das offene Gespräch | 1996–1999      |                                                                                          | Marco Rima |
| Gesundheitstipps mit Hilde Gard | 1999–2000      |                                                                                          | Anke Engelke als Oberschwester Hilde Gard |
| Gesundheitstipps mit Hilde Gard | 1999–2000      | Markus M. Profitlich als Kassenpatient Strothmann                                        | |
| Girlie TV | 2000–2001      |                                                                                          | Annette Frier mit wechselnden Gästen |
| Gute Häuser, schlechte Häuser | 1998–1999      | Gute Zeiten, schlechte Zeiten                                                            | Jeweils zwei personifizierte Häuser, die über ein drittes, am Ende gezeigtes Haus herziehen |
| Heart Attack |                |                                                                                          | Ingolf Lück |
| Herbert Görgens | 1996–2002      |                                                                                          | Ingolf Lück als Frührentner, Vordenker und Visionär Herbert Görgens |
| Herbert Görgens | 1996–2002      | Bastian Pastewka, später Michael Kessler als Interviewer                                 | |
| Horst Lemminger | 1996–1999      |                                                                                          | Marco Rima als Nonsens-Reporter Horst Lemminger |
| Horst Lemminger | 1996–1999      | Ingolf Lück im Studio                                                                    | |
| Ihr gutes Recht | 1997–1999      | Gerichtsshow-Parodie                                                                     | Anke Engelke als Rechtsanwältin Möller-Greves |
| Ihr gutes Recht | 1997–1999      | Gerichtsshow-Parodie                                                                     | Ingolf Lück als Rechtsexperte Dr. Hugo Bossi (Anspielung auf den Bekleidungshersteller Hugo Boss und den Strafverteidiger Rolf Bossi)                                                           |
| Im Amt | 2000–2001      |                                                                                          | Bastian Pastewka |
| Im Amt | 2000–2001      | Markus M. Profitlich                                                                     | |
| Interaktiv | 2002           | VIVA Interaktiv                                                                          | Annette Frier als Babsy |
| Interaktiv | 2002           | VIVA Interaktiv                                                                          | Nadja Maleh als Melanie |
| Ilona Kisten | 1998           | Talkshow mit Ilona Christen                                                              | Anke Engelke als Ilona Kisten |
| Ilona Kisten | 1998           | Talkshow mit Ilona Christen                                                              | Marco Rima als Bodo Schlonz |
| Ilona Kisten | 1998           | Talkshow mit Ilona Christen                                                              | Bastian Pastewka als Herr Leit |
| Jauch TV | 2001–2002      | Günther Jauch (Stern TV, Wer wird Millionär?)                                            | Michael Kessler als Günther Jauch |
| Klartext | 2000–2001      |                                                                                          | Bastian Pastewka als Moderator mit wechselnden Gästen |
| Klaus allein zu Haus | 1998–1999      | Kevin – Allein zu Haus                                                                   | Stets dasselbe Video des ehemaligen Bundesaußenministers Klaus Kinkel, das aber immer neu synchronisiert wurde                                                                                  |
| Kulturecke mit Jean Claude | 2011           |                                                                                          | Matthias Matschke |
| Kochen für kleine Menschen | 1998           | Alfredissimo!                                                                            | Marco Rima als Taguelle |
| Kochen für kleine Menschen | 1998           | Alfredissimo!                                                                            | Bastian Pastewka als Paul |
| Leute Leute Leute | 1999–2000      | Leute heute                                                                              | Anke Engelke als Nina Rüde (im Original Nina Ruge) mit unterschiedlichen Gästen |
| Loddars Weld | 1997–1998      |                                                                                          | fiktive Haushaltstipps von Lothar Matthäus und Mario Basler |
| Delhi Talk mit Mawegda Gandhi | 1999–2000      | Mahatma Gandhi                                                                           | Markus M. Profitlich als Mawegda Gandhi |
| McDaniels-Reihe | 1998–2000      |                                                                                          | Parodie auf McDonald’s-Werbung |
| Menschen ’97/’98/’99/2000 | 1997–2000      | Menschen bzw. Menschen, Bilder, Emotionen                                                | Ingolf Lück mit wechselnden Gästen |
| MP Spiele präsentiert … | 1996–2000      | MB-Spiele                                                                                | Wechselnde Besetzung, meistens mit Anke Engelke und Bastian Pastewka |
| Mücke | 1998–1999      | Talkshow mit Fernsehpfarrer Jürgen Fliege                                                | Marco Rima als Mücke mit wechselnden Gästen |
| Nachrichten | 1996–2002 2011 |                                                                                          | Ingolf Lück als Anchorman |
| Nachrichten | 1996–2000      | Anke Engelke als Nachrichtensprecherin Vertretung: Bastian Pastewka                      | |
| Nachrichten | 1996           | Karen Friesicke als Nachrichtensprecherin Vertretung: Christiane Brammer                 | |
| Nachrichten | 2011           | Carolin Kebekus als Nachrichtensprecherin                                                | |
| Nepper, Bauern, Schlepperfänger | 1996–1997      | Vorsicht Falle! – Nepper, Schlepper, Bauernfänger                                        | wechselnde Besetzung |
| Olympic Rob | 2000           |                                                                                          | Rob Spence als Olympic Rob |
| Ottmar Zittlau | 1998–2001      |                                                                                          | Bastian Pastewka als philosophierender Rheinländer Ottmar Zittlau, der stets in einem Jogginganzug gekleidet ist und verwirrt wirkt                                                             |
| Passiert | 1996–1999      | Explosiv                                                                                 | Anke Engelke als Moderatorin („Unten eingeblendet“, eine überspitzte Form von Barbara Eligmann)                                                                                                 |
| Passiert | 1996–1999      | Explosiv                                                                                 | Bastian Pastewka (Reporter) |
| Peter Wuttke | 1999–2001      |                                                                                          | Markus Maria Profitlich als Topreporter Peter Wuttke |
| Peter Wuttke | 1999–2001      | Ingolf Lück im Studio                                                                    | |
| Presseshow | 1997–1998      | Presseschau                                                                              | Ingolf Lück |
| Presseshow | 1997–1998      | Presseschau                                                                              | Bastian Pastewka |
| Quizshowreihe mit Walter Sparwald (u. a. Alles mit dem Mund, Alles mit F, Immer die Zwei, Nur der Reim zählt, Sag was, So schnell kann’s gehen)                       | 1999–2000      | Walter Freiwald mit Anspielung auf Walter Spahrbier                                      | Bastian Pastewka als Moderator Walter Sparwald |
| Quizshowreihe mit Walter Sparwald (u. a. Alles mit dem Mund, Alles mit F, Immer die Zwei, Nur der Reim zählt, Sag was, So schnell kann’s gehen)                       | 1999–2000      | Walter Freiwald mit Anspielung auf Walter Spahrbier                                      | Anke Engelke als Kandidatin Gaby |
| Quizshowreihe mit Walter Sparwald (u. a. Alles mit dem Mund, Alles mit F, Immer die Zwei, Nur der Reim zählt, Sag was, So schnell kann’s gehen)                       | 1999–2000      | Walter Freiwald mit Anspielung auf Walter Spahrbier                                      | Markus M. Profitlich als Kandidat Frank |
| Regine Hildebrandt | 1999–2000      |                                                                                          | Anke Engelke als Regine Hildebrandt |
| Rickys Pop-Sofa | 1998–2000      | Ricky von Tic Tac Toe, VIVA Interaktiv                                                   | Anke Engelke als Ricky, mit wechselnden Gästen |
| Rasputin Valdor Broiler | 1999           | Wunderheiler Valeriu Borgos                                                              | Ingolf Lück mit wechselnden Gästen |
| rum | 1997–1999      | ran                                                                                      | Ingolf Lück als Sportmoderator Werner Liefen (stark an Jörg Wontorra angelehnt), mit wechselnden Gästen                                                                                         |
| Schnapp dir die Million | 2000–2001      | Wer wird Millionär?                                                                      | Bastian Pastewka, mit unterschiedlichen Gästen |
| Sex-TV | 1997–2000      | Peep!, Wa(h)re Liebe                                                                     | Bastian Pastewka als Brisko Schneider, mit wechselnden Gästen |
| SHIT – Shopping im TV | 1999–2000      | QVC bzw. HOT                                                                             | Markus M. Profitlich als Herr Nietzke |
| SHIT – Shopping im TV | 1999–2000      | QVC bzw. HOT                                                                             | Bastian Pastewka als Moderator |
| SHIT – Shopping im TV | 1999–2000      | QVC bzw. HOT                                                                             | Anke Engelke als Annika, später Annette Frier in unterschiedlichen Rollen |
| Spartakus – der größte Stuntman der Welt | 1996–1997      |                                                                                          | Herbert Feuerstein als Spartakus |
| Spartakus – der größte Stuntman der Welt | 1996–1997      | Anke Engelke als Reporterin                                                              | |
| Spartakus – der größte Stuntman der Welt | 1996–1997      | Hyung Ki Park als Fuji Hajimoto                                                          | |
| Sport-Nachrichten | 1996–1998      |                                                                                          | Ingolf Lück (teilweise gemeinsam mit Marco Rima) |
| Sport-Nachrichten | 2000–2002      |                                                                                          | Annette Frier |
| Tantentratsch | 1999–2001      | Kaffeeklatsch                                                                            | Ingolf Lück als Rolf Abendmond (Ralph Morgenstern) |
| Tantentratsch | 1999–2001      | Kaffeeklatsch                                                                            | Bastian Pastewka als Frau Lüttig |
| Tantentratsch | 1999–2001      | Kaffeeklatsch                                                                            | Markus M. Profitlich als Frau Harigsbeck |
| Tantentratsch | 1999–2000      | Kaffeeklatsch                                                                            | Anke Engelke als Frau Plombe |
| Tantentratsch | 2000–2001      | Kaffeeklatsch                                                                            | Annette Frier in verschiedenen Rollen |
| Telekolleg | 1996           | Telekolleg                                                                               | Christiane Brammer als Dr. Ruth Ostheimer |
| Telekolleg | 2001–2002      | Telekolleg                                                                               | Michael Kessler als Dr. Zehner |
| Telekolleg | 2001–2002      | Telekolleg                                                                               | Bürger Lars Dietrich in wechselnden Rollen |
| Telekolleg | 2001–2002      | Telekolleg                                                                               | Annette Frier in wechselnden Rollen |
| Thematische Fernsehsender (etwa Billig TV, Schizzo-TV – Nachrichten für gespaltene Persönlichkeiten, Gesundheits-TV, EgoTV)                                           | 2000–2001      |                                                                                          | wechselnde Besetzung, meistens mit Bastian Pastewka |
| Therapeuthek | 1999           |                                                                                          | Anke Engelke als Dr. Renate Benölken |
| Trau dich! | 2000–2001      |                                                                                          | Markus M. Profitlich als Peter Wuttke mit wechselnden Gästen |
| Trend in Prozent (später Nachgefragt) | 1998–2001      |                                                                                          | Ingolf Lück |
| Tschakaa! Du schaffst es! | 1999–2000      | Tsjakkaa! Du schaffst es                                                                 | Ingolf Lück als Emile Kreuzband (Emile Ratelband) in der Parodie von dessen gleichnamiger Sendung mit wechselnden Gästen                                                                        |
| Überraschung! | 1997           | Nur die Liebe zählt                                                                      | Ingolf Lück als Carl Zwetschge (Kai Pflaume) mit wechselnden Gästen |
| Uschi Jablonsky | 1998–2000      |                                                                                          | Anke Engelke als Bottroper Alltagsexpertin Uschi Jablonsky |
| Vera macht Mittag | 1998           | Vera am Mittag                                                                           | Bastian Pastewka als Vera Int-Veen, mit wechselnden Gästen |
| 4 um 10 | 1998–2000      | Das Literarische Quartett                                                                | Anke Engelke als Petra |
| 4 um 10 | 1998–2000      | Das Literarische Quartett                                                                | Ingolf Lück als Gerd |
| 4 um 10 | 1998–2000      | Das Literarische Quartett                                                                | Bastian Pastewka als Tilmann |
| 4 um 10 | 1998–1999      | Das Literarische Quartett                                                                | Marco Rima als Moderator |
| 4 um 10 | 1999–2000      | Das Literarische Quartett                                                                | Markus M. Profitlich als Moderator |
| Was der Großvater noch wusste | 1997–1999      | Was die Großmutter noch wusste                                                           | Marco Rima als Opa Adolf Frey, der im Rollstuhl nicht jugendfreie Geschichten aus seinem langen Leben erzählt                                                                                   |
| Wer ist eigentlich Paul? Mein Konditor – Der darf’s! | 2001–2002      | Werbespots von Du darfst                                                                 | Annette Frier |
| Wer ist eigentlich Paul? Mein Konditor – Der darf’s! | 2001–2002      | Werbespots von Du darfst                                                                 | Nadja Maleh |
| Wer wird Millionär? | 2001–2002      | Wer wird Millionär?                                                                      | Michael Kessler als Günther Jauch |
| Wochenshow-Regionalstudio … u. a. Chemnitz, Schweiz, Österreich, Bundeswehr                                                                                           | 1998–2000      |                                                                                          | Wechselnde Besetzung |
| Wochenshow-Spezialausgaben u. a. 70er-Jahre-Wochenshow, DDR-Wochenshow, Steinzeit-Wochenshow, Mittelalter-Wochenshow, Zukunfts-Wochenshow im Jahr 2030                | 1998–2000      |                                                                                          | Wechselnde Besetzung |
| Wochenshow-Straßenumfrage | 1998–2002      |                                                                                          | Wechselnde Besetzung |
| Wochenshow-Wetter u. a. Wetter für Polizisten, Wetter für Blondinen, Wetter für Kurzsichtige, Wetter für Modeschöpfer, Wetter für Verkaterte, Wetter für Besserwisser | 1996–2000      |                                                                                          | Wechselnde Besetzung |
| Zimmer Frei | 2001–2002      | gleichnamige WDR-Sendung                                                                 | Michael Kessler als Götz Alsmann |

## Darsteller
| Darsteller              | Jahrgang       | Rollen                                                   |
| ----------------------- | -------------- | -------------------------------------------------------- |
| Ingolf Lück             | 1996–2002 2011 | Anchorman, Herbert Görgens, Efan Steffenberg, Rolf u. a. |
| Karen Friesicke         | 1996           | Nachrichtensprecherin                                    |
| Marco Rima              | 1996–1999      | Mücke, Opa Adolf Frey, Horst Lemminger, u. a.            |
| Anke Engelke            | 1996–2000      | Nachrichtensprecherin, Ricky, u. a.                      |
| Christiane Brammer      | 1996           | Nachrichtensprecherin                                    |
| Bastian Pastewka        | 1996–2001      | Brisko Schneider, Ottmar Zittlau, u. a.                  |
| Markus Maria Profitlich | 1999–2001      | Der Erklärbär, Peter Wuttke, u. a.                       |
| Annette Frier           | 2000–2002      | Dana Rama, u. a.                                         |
| Bürger Lars Dietrich    | 2001–2002      |                                                          |
| Michael Kessler         | 2001–2002      | Günther Jauch u. a.                                      |
| Nadja Maleh             | 2001–2002      |                                                          |
| Gerhard Gschwind        | 2001–2002      |                                                          |
| Dave Davis              | 2011           |                                                          |
| Friederike Kempter      | 2011           | Topmodel Jana u.v.m.                                     |
| Axel Stein              | 2011           | Pietro Lombardi u.v.m.                                   |
| Matthias Matschke       | 2011           |                                                          |
| Carolin Kebekus         | 2011           |                                                          |
| Matze Knop              | 2011           | Lothar Matthäus u.v.m.                                   |

Als Nebendarsteller war zudem bis 1997 Herbert Feuerstein zu sehen. Marco Rima wurde nach seinem Ausscheiden aus der Sendung im Jahr 1999 für mehrere Wochen von Uwe Lyko ersetzt, der seine Bühnenfigur Herbert Knebel verkörperte, bis Markus Maria Profitlich einstieg. Mehrere Gastauftritte hatte in den Jahren 2000 und 2001 auch der australische Comedian Rob Spence.
Johann König war seit Mai 2011 als „Außenreporter“ für die Wochenshow aktiv.

## Auszeichnungen
- 1999: Adolf-Grimme-Preis für außergewöhnliche Leistungen als Mitglied eines Sketchensembles an Anke Engelke[7]
- 1999: Deutscher Comedypreis in der Kategorie Beste Comedyshow
- 1999: Publikumspreis der goldenen Kamera an Anke Engelke[8]
- 1999: Goldene Romy für die Beste Programmidee